# Prosopocoilinus
Sous-genre
Prosopocoilinus est un sous-genre d'insectes coléoptères de la famille des Lucanidae, de la sous-famille des Lucaninae et du genre Prosopocoilus.

## Systématique
Le sous-genre Prosopocoilinus a été créé en 1990 par l'entomologiste nicaraguayen d'origine belge Jean-Michel Maes (d) (1958-),.

## Liste des espèces
Selon BioLib (6 août 2022) :
- Prosopocoilus chalcoides Lacroix & Ratti, 1983
- Prosopocoilus curvipes (Hope & Westwood, 1845)

## Publication originale
- (es) Jean-Michel Maes, « Notas Diversas Sobre la Taxonomia de los Lucanidae (Coleoptera) », Revista Nicaragüense de Entomología, vol. 11,‎ 1990, p. 1-34 (ISSN 1021-0296, lire en ligne).